# Marco Silio Messalla
Marco Silio Messalla (latino: Marcus Silius Messalla; fl 193; fl. II secolo) è stato un senatore romano.
Messalla fu console suffetto nel 193, da maggio a giugno. Ricevette l'annuncio da parte di Settimio Severo, che si stava muovendo verso Roma, che gli assassini del suo predecessore Pertinace dovevano essere messi agli arresti. Il Senato, durante un incontro richiesto da Messalla, dispose la condanna a morte di Didio Giuliano, la proclamazione di Severo a imperatore, e la divinizzazione di Pertinace.
È possibile, ma non certo, che il Silio Messalla condannato a morte dall'imperatore Eliogabalo nel 218 fosse il console del 193.